# Danau Diatas
Danau Diatas är en sjö i Indonesien.   Den ligger i provinsen Sumatera Barat, i den västra delen av landet, 900 km nordväst om huvudstaden Jakarta. Danau Diatas ligger 1 523 meter över havet. Arean är 12,3 kvadratkilometer. I omgivningarna runt Danau Diatas växer i huvudsak städsegrön lövskog. Den sträcker sig 5,2 kilometer i nord-sydlig riktning, och 5,3 kilometer i öst-västlig riktning.